# Gara Djebilet Airport
Gara Djebilet Airport är en flygplats i Algeriet.   Den ligger i provinsen Tindouf, i den västra delen av landet, 1 500 km sydväst om huvudstaden Alger. Gara Djebilet Airport ligger 414 meter över havet.
Terrängen runt Gara Djebilet Airport är huvudsakligen platt. Gara Djebilet Airport ligger uppe på en höjd som går i öst-västlig riktning.  Trakten runt Gara Djebilet Airport är nära nog obefolkad, med mindre än två invånare per kvadratkilometer. Det finns inga samhällen i närheten. Trakten runt Gara Djebilet Airport är ofruktbar med lite eller ingen växtlighet.